# إليزابيث غولشميدت
إليزابيث غولشميدت (بالعبرية: אלישבע גולדשמידט‏) هي عالمة وراثة إسرائيلية، ولدت في 1912 في فرانكفورت في ألمانيا، وتوفيت في 6 مايو 1970.